# Sonate pour piano no 38 de Joseph Haydn
La Sonate pour piano no 38 en fa majeur Hob. XVI.23 est une sonate pour Pianoforte de Joseph Haydn composée en 1773. Ce dernier venait d'être affecté quatre ans plus tôt au nouveau Palais Esterházy. Publiée en 1774, elle fait partie d'un groupe de six sonates dédiées au prince Nicolas Esterhazy, employeur du compositeur. Le compositeur y abandonne l'écriture violemment contrastée qui caractérise ses premières sonates et se rapproche d'un style plus galant. De par son « écriture très pianistique et son bel équilibre d'ensemble », elle demeure l'une des sonates les plus connues et les plus jouées de Haydn.

## Analyse
L'œuvre obéit globalement au moule de la sonate classique, le premier mouvement étant de forme sonate bithématique et le troisième mouvement une forme sonate monothématique.
| I   | - (Allegro) | - 2/4 - | Fa majeur | 443 mes. |
| II  | Adagio      | - 6/8 - | Fa mineur | 89 mes.  |
| III | Presto      | - 2/4 - | Fa majeur | 463 mes. |

### Premier mouvement: - (Allegro)
L'indication de tempo diffère d'un manuscrit à l'autre: sur l'autographe disponible à la Bibliothèque Nationale de France, le mouvement ne comporte pas d'indication de tempo, tandis que sur le manuscrit de la Sächsiche Landesbibliothek de Dresde, l'indication de tempo est Allegro. Le rajout "moderato" après "allegro" sur certaines éditions est certainement du à un choix des éditeurs. Ce mouvement de forme sonate alterne entre « des plaisanteries galantes et une série d'arabesques et des effervescents et bouillonnants passages rapides ». Le développement, en ré mineur, valut à Haydn d'être accusé de plagiat des œuvres de Carl Philipp Emanuel Bach, en raison des nombreuses triples croches et des nombreuses arpèges chromatiques rappelant son style. Ce mouvement est écrit dans un style rococo.

#### Exposition
L'exposition commence par un thème en fa majeur de treize mesures.
Mesures 13 à 21, une modulation (le « pont ») amène en do majeur. Mesure 22, la main droite a une série de triples croches tandis que la gauche se contente de rythmes simples (noires, croches). Cette formule continue dans un crescendo jusqu'aux mesures 29-30 où une cadence rompue aboutit en la bémol Majeur. Cette tonalité ne reste cependant que trois mesures avant un retour vers do majeur (mesure 34).
Deux voix se mêlent ensuite. L'une fait une seconde mineure (si do si do…) pendant que l'autre glisse par-dessus les notes sol la sol. Elle les fait forte puis piano avant d'y répondre forte puis une nouvelle fois piano. Ce piano passe vers un crescendo et la voix supérieure stagne sur les notes sol et la ainsi :
Comme on peut l’apercevoir sur les deux dernières mesures ci-dessus, la basse ne stagne pas et apparaissent successivement des accords de do mineur, ré majeur, sol majeur puis do majeur. L'exposition se termine par une coda en do majeur qui se constitue d'arpèges et de trilles à la main droite. On retrouve le motif de la seconde mineure « à l'envers » durant les quatre dernières mesures avant de finir sur une cadence parfaite.

#### Développement
L'exposition reprend immédiatement le premier thème en le modulant en do majeur. Il s'ensuit un petit « jeu » entre les deux mains : l'alternance d’un motif en triples croches :
Surviennent ensuite deux mesures forte de la mineur, en réalité une dominante de ré. Une mélodie en ré mineur vient donc se poser sur une basse en tierces. Elle finit par aboutir, après un crescendo de quatre mesures, à des arpèges de chromatismes et d'accords diminués pendant neuf mesures.

#### Réexposition
Le thème est réexposé en fa majeur.

### Deuxième mouvement: Adagio
Cet Adagio, dans le relatif mineur du 1er mouvement peut être considéré comme pré-beethovenien. On peut penser qu'il aurait inspiré l'Adagio de la Sonate « Durnitz » K. 284 de Mozart, ne serait-ce que par le rythme de sicilienne commun aux deux pièces.

### Troisième mouvement: Presto
L'œuvre se termine comme si le mouvement « se sauvait subitement par la fenêtre ».

## Sources
- François-René Tranchefort, Guide de la musique de piano et clavecin, Paris, Fayard, 1987, 868 p. (ISBN 2-213-01639-9, BNF 43354119), p. 401.
- Présentation de la sonate dans l'International Music Score Library Project